# هلوکله (رودسر)
هلوکله ، روستایی از توابع بخش چابکسر شهرستان رودسر در استان گیلان ایران است.

## جمعیت
این روستا در دهستان اوشیان قرار دارد و براساس سرشماری مرکز آمار ایران درسال 95، جمعیت آن 471 نفر (75خانوار) بوده‌است.